# William Kelly (Theologe)

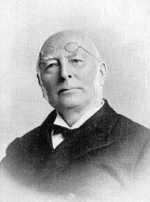
Foto von William Kelly

William Kelly (* Mai 1821 in Millisle, County Down, Nordirland; † 27. März 1906 in Exeter, England) war ein nordirischer Spezialist für alte Sprachen, Bibelausleger, Autor und Prediger der Brüderbewegung.

## Leben und Wirken
William Kelly war der Sohn eines nordirischen Gutsbesitzers, der bereits starb, als William erst zwei Jahre alt war. Er hatte noch eine ältere Schwester namens Sarah. Seine Ausbildung erfolgte zuerst in Downpatrick und dann am Trinity College Dublin, wo er die alten Sprachen Hebräisch, Griechisch und Latein studierte. Er ließ sich zum protestantischen Geistlichen ausbilden und sympathisierte mit dem Puseyismus, einer Art Anglokatholizismus, bis er kurz nach Abschluss eine Erweckung erlebte und sich 1841 von der anglikanischen Staatskirche abwandte. Weil er zu jung für eine Ordination war, ging er als Privatlehrer auf die Insel Sark, die zu den Kanalinseln gehört, wo er von einer Christin namens Acland unterwiesen wurde. 1842 siedelte er auf die größere Insel Guernsey über, wo er bis 1871 wohnte.
1845, mit 24 Jahren, begegnete er erstmals John Nelson Darby (1800–1882), der ihn stark beeindruckte, beeinflusste und mit dem er über 35 Jahre zusammenarbeitete. Er studierte zugleich intensiv die Bibel, predigte und lehrte und nahm Anteil an der christlichen Gemeinschaft der „Brüder“. Von 1849 bis 1850 gab er die Zeitschrift The Prospect heraus, in der er seine frühen Werke publizierte. In Lewis Hippolytus Joseph Tonnas Zeitschrift The Christian Annotator veröffentlichte er von 1854 bis 1856 zahlreiche kritische Kommentare. Ab 1856 gab er die kurz zuvor von Alexander A. Wallace gegründete Monatszeitschrift The Bible Treasury heraus, die Bibelbetrachtungen, Schriftauslegungen, Lehrerörterungen, Erfahrungsberichte und Buchrezensionen enthielt. Er veröffentlichte neben eigenen Artikeln Beiträge von John Gifford Bellett (1795–1864), J. N. Darby, J. G. Deck, W. W. Fereday, F. W. Grant, W. J. Hocking, A. Miller, F. G. Patterson, W. Trotter, G. V. Wigram und weiteren nahestehenden Personen. 
Kelly gab über viele Jahre die Collected Writings of J. N. Darby heraus, die 34 Bände umfassten. Separat veröffentlicht wurde die Synopsis of the Books of the Bible („Zusammenschau der Bücher der Bibel“), die er für das beste Einzelwerk Darbys hielt. Daneben verfasste er auch eigene Werke, die sich mit der Bibel und einzelnen Büchern davon befassten, wie die Introductory Lectures, drei Bände über das Alte und das Neue Testament. Kellys Schriften entstanden oft anlässlich seiner vielen Vorträge, die von Zuhörern mitgeschrieben wurden. Besondere Beachtung und ein großes Publikum fanden seine 11 Vorträge zur Einführung in die Evangelien 1866 und ins Neue Testament 1868 in London.
Er schrieb auch 12 geistliche Lieder, die er 1894 in der Sammlung Hymns selected and revised herausgab, die insgesamt 436 Lieder umfasste. Er bekämpfte die Ausbreitung des Materialismus, des Liberalismus und des Ritualismus. So schrieb er gegen die Enzyklika des Papstes Leo XIII. über die Einheit der Kirche Satis cognitum (1896), und er führte Gespräche mit ehemaligen katholischen Priestern, Mönchen und weiteren gebildeten Persönlichkeiten in England und Frankreich. 1871 siedelte er von Guernsey nach Blackheath bei London über, wahrscheinlich um seinen Dienst als Reiseprediger einfacher ausführen zu können. Dort legte er auch eine Sammlung von 15.000 Büchern an, die er wenige Jahre vor seinem Tod verschenkte.
Kelly starb am 27. März 1906 bei seinem Freund Heyman Wreford in Exeter und wurde am 31. März auf dem Friedhof von Charlton in der Nähe seiner zweiten Frau begraben. An der Trauerfeier nahmen ungefähr fünfhundert Personen teil.

## Familie
Kelly heiratete 1848 Elizabeth Montgomery aus Guernsey, die bereits kurz nach der Geburt des zweiten Kindes 1850 starb. Seine zweite Ehefrau war ab 1857 Elizabeth Emily Gipps, die Tochter eines Pastors aus Hereford, mit der er weitere vier Töchter hatte. Als Sprachkundlerin unterstützte sie ihn in seinem Dienst als Bibelübersetzer der Psalmen maßgebend. Sie starb 1884.

## Schriften (Auswahl)
- Tracts, W. H. Broom, London 1854 und T. Weston 1906.
- Lectures on the New Testament Doctrine of the Holy Spirit, W. H. Broom, London 1860.
- Lectures on the Gospel of Matthew, Morrish and Allan, London und Glasgow 1868.
- Lectures on the Book of Revelation, G. Morrish, London 1869.
- Lectures Introductory to the Pentateuch, W. H. Broom, London 1871.
- Lectures Introductory to the earlier historical books, Hammond Trust, London 1874.
- Lectures on the Church of God, Broom and Rouse, London 1897.
- The Advocacy of Christ: A lecture of 1 John 2,1–2. T. Weston, London 1897.
- An Exposition of the Gospel of John, C. A. Hammond Trust Bible Depot, London 1898.
- An Exposition of the Gospel of Luke, Pickering and Inglis, Glasgow und London 1903.
- God’s Inspiration of the Scriptures, T. Weston, London 1903.
- The First Epistle of Peter, T. Weston, London 1904.
- The Coming of the Day of the Lord, T. Weston, London 1903.
- An Exposition of the Epistle to the Hebrews with a new version, T. Weston, London 1905.
- The Second Epistle of Peter, T. Weston, London 1905 und 1906.
- The Doctrine of Christ and Bethesdaism, T. Weston, London 1906.
- The Higher Criticism, T. Weston, London 1906.
- The Pentateuch and its Critics, 1877. Broom and Race, London 1913.
- An Exposition of the Book of Isaiah, F. E. Race, London 1916.
- Two Lectures on the Song of Solomon, F. E. Race, London 1917.
- J.N.D. as I knew him, Words of Truth, Belfast 1986.

### Deutsche Übersetzungen
- Die Opfer (3. Mose 1–7)
- Der Sühnungstag (3. Mose 16)
- Vorträge über das Buch Nehemia
- Betrachtungen über den Propheten Daniel
- Bemerkungen über den Brief an die Kolosser
- Die Offenbarung
- Die Versammlung Gottes
- Christliche Einheit und Gemeinschaft
- Wahre Heiligung
- Die Lehre des Neuen Testaments über den Heiligen Geist
- John Nelson Darby – wie ich ihn kannte